# نادي الأحساء الأدبي
نادي الأحساء الأدبي هو أحد الأندية الأدبية الستة عشر المنتشرة في المملكة العربية السعودية، تأسس في 1428 هـ الموافق 2007، ويتبع النادي لوزارة الثقافة السعودية من عام 2019. وكان تابعاً لوزارة الإعلام السعودية ممثلة بالوكالة العامة للشؤون الثقافية، وقبل ذلك كان تابعاً للرئاسة العامة لرعاية الشباب السعودي.
يحتوي النادي على سبعة لجان تنظم العمل في أروقة النادي هي: لجنة النشاط المنبري،  لجنة المطبوعات والنش، لجنة العلاقات العامة والإعلام، لجنة السرد والشع، لجنة إبداع ومواهب، لجنة النظم واللوائح، لجنة ثقافة الصورة. 
كما ينشط النادي في اقامة الأمسيات الشعرية والقصصية والثقافية والنقدية، وإقامة الملتقيات والأسابيع الثقاقية، بالإضافة لاصدارات النادي المتعددة منها: البيئة في القصة السعودية، شاعرات من الخليج، الخليج العربي واستراتيجية الحياة الاستراتيجية، انفلونزا المدينة (شعر)، الرومانسية في الشعر السعودي. بالإضافة لمجلة النادي الدورية وهي مجلة المشقر.

## أعضاء مجلس إدارة النادي
وضم مجلس الإدارة الذي انتخب عام 2009: يوسف بن عبد اللطيف الجبر رئيس  النادي، نبيل بن عبد الرحمن المحيش  نائب الرئيس، محمد  بن طاهر الجلواح المسؤول الإداري، إبراهيم عبد العزيز الحسين المسؤول المالي، بسام دعيس أبو شرخ سكرتير، أنور بن علي الصباغ مسؤول التوثيق الإعلامي والدعم الفني، محمد بن أحمد بوشلف المحاسب، حسن بن علي العبد الله مسؤول المكتبة، فاطمة عبد الرحمن منسقة القسم النسائي.
| الاسم                      | المهمة          |
| -------------------------- | --------------- |
| د.يوسف عبداللطيف الجبر     | رئيس النادي     |
| د.نبيل عبدالرحمن المحيش    | نائب الرئيس     |
| أ.محمد بن طاهر الجلواح     | المسؤول الإداري |
| أ.إبراهيم عبدالعزيز الحسين | المسؤول المالي  |
| أ.جاسم بن محمد الصحيح      | عضو المجلس      |
| أ.جعفر بن عمران بو حليقة   | عضو المجلس      |
| أ. د.خالد بن سعود الحليبي  | عضو المجلس      |
| د.ظافر بن عبدالله الشهري   | عضو المجلس      |
| د. عبدالله بن أحمد الدوغان | عضو المجلس      |
| محمد بن سعيد الحرز         | عضو المجلس      |

## انظر ايضاً
- الاحساء
- نادي جدة الأدبي
- نادي أبها الأدبي

## وصلات خارجية
- نادي الأحساء الأدبي أنموذج بين الأندية الأدبية.